# شیخ سعید (شهر)
 شیخ سعید  بندری در یمن جنوبی، در کرانهٔ تنگهٔ باب المندب قرار دارد. این شهر به ماهی گیری مشهور است.

## جمعیت
جمعیت این شهر شیخ سعید در حدود ۳۵۰۰۰ نفر می‌باشد.